# Storie di santa Tecla, Archelaa e Susanna
Le Storie delle Sante Tecla, Archelaa (o Archelaide) e Susanna sono un ciclo di affreschi della fine del '600 che si trova nella chiesa di San Giorgio a Salerno, e sono opera di Francesco Solimena. Gli furono commissionate intorno al 1675 e rappresentano uno dei primi suoi cicli pittorici importanti.
A quell'epoca, si cercò di rendere le tre Sante co-patrone della città insieme a San Matteo: da qui la decisione di costruire, accanto alla navata sinistra della chiesa, un'elegante cappella, sontuosamente decorata, che potesse accoglierne degnamente le reliquie. A causa dei danni di guerra, ma soprattutto per via dell'incessante umidità di cui è permeata la cappella, le pitture sono state molto danneggiate: quelle sul soffitto sono scomparse, mentre quelle parietali sono state recentemente staccate dal muro per isolarle dall'acqua.
Gli episodi principali del ciclo, tutti di grande formato, raffigurano un imprecisato miracolo delle Sante (reso quasi illeggibile per i danni causati dall'umido), il loro Martirio (che è l'episodio più conservato, nonché tecnicamente riuscito meglio) e L'apparizione di una delle tre sante ad una tal suor Agneta che viveva nel monastero di S.Giorgio. Questi affreschi sono la prova di maturità per il giovane Francesco Solimena che qui, per la prima volta, si distacca dal tardomanierismo del padre Angelo per rivolgersi al nuovo stile barocco, ed in particolare alle grandi composizioni ariose, luministiche e assai "teatrali" nelle posture, tipiche degli affreschi di Pietro da Cortona per i palazzi romani. Inoltre, vi è un netto recupero delle pitture dell'antica romanità: per quel che riguarda l'abbigliamento dei soldati romani, ed il recupero dei colori ocra e porpora.
L'opera fu sicuramente completata nel 1680 anno di dedicazione della cappella. Dal 19 gennaio 2011 le ossa delle tre Sante, raccolte in un ossario di cristallo, sono visibili ai fedeli, infatti l'urna che le contiene è stata posta ai piedi delle tre statue lignee a mezza figura nell'atrio della Chiesa fatte realizzare dalle monache di S.Giorgio nel 1687 dallo scultore Nicola Fumo di Baronissi. In tal occasione è stata scoperta vicino alle statue una lapide in latino (che ricorda l'esposizione permanente al pubblico delle reliquie nell'urna di cristallo) scritta dal prof.Luigi Torraca, docente emerito di letteratura greca nell'Università di Salerno.